# Bologuine ibne Maomé ibne Hamade
Bologuine ibne Maomé ibne Hamade (Buluggin ibn Muhammad ibn Hammad) foi emir do Reino Hamádida de 1055 até sua morte em 1062. Era filho de Maomé e neto de Hamade ibne Bologuine (r. 1015–1029), o fundador da dinastia. Ascendeu ao trono ao assassinar seu primo Almocine ibne Alcaide (r. 1054–1055).

## Vida

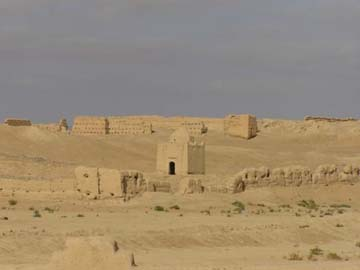
Ruínas de Sijilmassa

Bologuine era filho de Maomé e neto de Hamade ibne Bologuine (r. 1015–1029), o fundador da dinastia. Tomou o poder ao assassinar em 1055, seu primo Almocine ibne Alcaide (r. 1054–1055). Logo que ascendeu, matou seu vizir e governador de Biscra, Jafar ibne Abu Rumane por desconfiar de sua lealdade. Em 1158-1159, devido ao assassinato, a população de Biscra se rebelou, mas um exército sanhaja sob Calafe ibne Abu Haidara capturou-a. Os principais biscraios, provavelmente todos Banu Rumane, foram enviado ao Alcalá dos Banu Hamade, onde foram mortos. Ele também matou sua prima de nome incerto, irmã de Nácer, que mais tarde se vingaria pelo crime.
Nesse tempo, a aliança entre hamádidas e atebajes  estreitou, obrigando os zíridas da Ifríquia a contarem cada vez mais com os rias e zuguebas. Porém, quando os zuguebas foram expulsos da Ifríquia pelos rias, os primeiros ficaram à disposição de Bologuine. Pouco depois, o Império Almorávida conquistou Sijilmassa, uma das principais rotas do ouro cuja relevância aumentou desde a invasão dos árabes Banu Hilal. Em 14 de fevereiro ou março de 1062, Bologuine marchou contra o Magrebe Ocidental, onde o emir Iúçufe ibne Taxufine (r. 1061–1106) estava atacando os zenetas. Aproveitando que o emir Futu não estava em Fez, atacou os zenetas e tomou a cidade. Em seu retorno, foi assassinado por seu primo Nácer que o sucedeu (r. 1062–1088).